# Covirán
El Grupo Covirán és una empresa cooperativa de distribució, un dels grups de supermercats més importants d'Espanya. Té la seva seu a la ciutat de Granada.

## Història
Es va fundar l'any 1961. És una cooperativa dedicada a la distribució alimentària i una de les empreses més importants de l'economia social espanyola i portuguesa, amb una llarga trajectòria. Aquesta empresa d'origen granadí va començar la seva activitat a mitjan segle xx amb el primer establiment d'autoservei de Granada, una idea innovadora que va aplicar José Jiménez López en el seu negoci Los Angeles, situat a la Plaça de Gràcia. Aquesta idea el va impulsar a fundar la cooperativa. Gradualment, s'ha convertit en un important actor en el sector de la distribució, amb més de 2.850 supermercats.
El nom Covirán és una contracció de les paraules Cooperativa Virgen de las Angustias (Mare de Déu dels Dolors), patrona de la ciutat de Granada.